# Kevin J. Anderson
Kevin James Anderson, född 27 mars 1962 i Racine, Wisconsin, är en amerikansk författare som har skrivit flera romaner till Star Wars och Arkiv X på egen hand och till Dune med Brian Herbert.